# Ratpenat nasofoliat de Pratt
El ratpenat nasofoliat de Pratt (Hipposideros pratti) és una espècie de ratpenat de la família dels hiposidèrids. Viu a la Xina i el Vietnam. El seu hàbitat natural són coves. No hi ha cap amenaça significativa coneguda per a la supervivència d'aquesta espècie.